# 1965年のNFL
1965年のNFLは、NFL46回目のレギュラーシーズンである。
シーズンは、NFLチャンピオンシップでグリーンベイ・パッカーズがクリーブランド・ブラウンズを破り、幕を閉じた。翌年からスーパーボウル（創設当時の名称はAFL-NFLワールドチャンピオンシップ）が創設されたので、NFLチャンピオンシップが最終的なチャンピオンを決める試合として扱われたのは、この年が最後である。

## ドラフト
1964年11月28日にドラフトが行われ、20巡280名が指名された。

## AFLとの競争
この頃になると、NFLとAFLの選手獲得競争は激化していた。RBゲイル・セイヤーズはNFLのシカゴ・ベアーズとAFLのカンザスシティ・チーフスの両方からドラフト指名され、シカゴ・ベアーズを選択し、QBジョー・ネイマスはNFLのセントルイス・カージナルスとAFLのニューヨーク・ジェッツの両方からドラフト指名され、42万7千ドルのサラリーを提示したジェッツと契約した。
このような獲得競争は、NFLとAFLの合併が合意するまで、激化した。

## 主なルール変更
- 6人目の審判として線審が追加された。この変更は、スクランブルをしたQBがパスを投げる前にスクリメージラインを超えたか否かを判断しやすくするためのものである。当時、バイキングスQBのフラン・ターケントンがスクランブラーとの異名を持つほど、スクランブルを多用していたので、「フラン・ターケントン・ルール」と呼ばれることもある。

## 日程
各チーム14試合の対戦相手は、以下のように組まれた。
- 同カンファレンス（12試合）
- 他カンファレンス（2試合）

| NFL              | NFL              | AFL            | AFL            |
| 西カンファレンス | 東カンファレンス | 西地区         | 東地区         |
| ---------------- | ---------------- | -------------- | -------------- |
| コルツ           | ブラウンズ       | ブロンコス     | ペイトリオッツ |
| ベアーズ         | カウボーイズ     | チーフス       | ビルズ         |
| ライオンズ       | ジャイアンツ     | チャージャーズ | オイラーズ     |
| パッカーズ       | イーグルス       | レイダース     | ジェッツ       |
| ラムズ           | スティーラーズ   |                |                |
| バイキングス     | カージナルス     |                |                |
| 49ers            | レッドスキンズ   |                |                |

 ：1度対戦　 ：2度対戦

## 順位表
| クリーブランド・ブラウンズ   | 11 | 3  | 0 | .786 | 11–1 | 363 | 325 | 25.9 | 23.2 |
| ダラス・カウボーイズ         | 7  | 7  | 0 | .500 | 6–6  | 325 | 280 | 23.2 | 20.0 |
| ニューヨーク・ジャイアンツ   | 7  | 7  | 0 | .500 | 7–5  | 270 | 338 | 19.3 | 24.1 |
| ワシントン・レッドスキンズ   | 6  | 8  | 0 | .429 | 6–6  | 257 | 301 | 18.4 | 21.5 |
| フィラデルフィア・イーグルス | 5  | 9  | 0 | .357 | 5–7  | 363 | 359 | 25.9 | 25.6 |
| セントルイス・カージナルス   | 5  | 9  | 0 | .357 | 5–7  | 296 | 309 | 21.1 | 22.1 |
| ピッツバーグ・スティーラーズ | 2  | 12 | 0 | .143 | 2–10 | 202 | 397 | 14.4 | 28.4 |

| グリーンベイ・パッカーズ | 10 | 3  | 1 | .769 | 8-3-1 | 316 | 224 | 22.6 | 16.0 |
| ボルチモア・コルツ       | 10 | 3  | 1 | .769 | 8-3-1 | 389 | 284 | 27.8 | 20.3 |
| シカゴ・ベアーズ         | 9  | 5  | 0 | .643 | 7-5   | 409 | 275 | 29.2 | 19.6 |
| サンフランシスコ・49ers  | 7  | 6  | 1 | .538 | 6-5-1 | 421 | 402 | 30.1 | 28.7 |
| ミネソタ・バイキングス   | 7  | 7  | 0 | .500 | 5-7   | 383 | 403 | 27.4 | 28.8 |
| デトロイト・ライオンズ   | 6  | 7  | 1 | .462 | 4-7-1 | 257 | 295 | 18.4 | 21.1 |
| ロサンゼルス・ラムズ     | 4  | 10 | 0 | .286 | 2-10  | 269 | 328 | 19.2 | 23.4 |

## プレイオフ

### NFLチャンピオンシップ
1966年1月2日 ウィスコンシン州グリーンベイ　ランボー・フィールド
グリーンベイ・パッカーズ 23 - 12 クリーブランド・ブラウンズ

### プレイオフボウル
プレイオフボウルは各カンファレンスの2位チーム同士で対戦し、リーグの3位を決定した試合である。
1966年1月9日 フロリダ州マイアミ オレンジボウル
ボルチモア・コルツ 35 - 3 ダラス・カウボーイズ